# Kachalānlū
Kachalānlū (persiska: کچلانلو) är en ort i Iran.   Den ligger i provinsen Khorasan, i den nordöstra delen av landet, 700 km öster om huvudstaden Teheran. Kachalānlū ligger 1 594 meter över havet och antalet invånare är 687.
Terrängen runt Kachalānlū är huvudsakligen kuperad. Kachalānlū ligger nere i en dal. Runt Kachalānlū är det ganska glesbefolkat, med 38 invånare per kvadratkilometer. Närmaste större samhälle är Dāvodlī, 13,9 km väster om Kachalānlū. Omgivningarna runt Kachalānlū är i huvudsak ett öppet busklandskap.